# Bridouxia giraudi
Bridouxia giraudi là một loài ốc nước ngọt nhiệt đới có mang và nắp, là động vật thân mềm chân bụng sống dưới nước thuộc họ Thiaridae.
Loài này có ở Burundi, Cộng hòa Dân chủ Congo, Tanzania, và Zambia. Môi trường sống tự nhiên của chúng là hồ nước ngọt.